# Växjö Lakers Hockey
Växjö Lakers Hockey er en ishockeyforening fra Växjö, Sverige. Klubben blev grundlagt i 1997, og vandt det svenske mesterskab i 2015, 2018, 2021 og 2023.